# Luehdorfia japonica
Espèce
Statut de conservation UICN

 NT  : Quasi menacé
Luehdorfia japonica ou Luehdorfia japonais est une espèce d'insectes lépidoptères (papillons) appartenant à la famille Papilionidae, à la sous-famille des Parnassiinae et au genre Luehdorfia.

## Dénomination
Découvert par Yasushi Nawa en 1883, Luehdorfia japonica a été nommé par l'entomologiste britannique John Henry Leech en 1889.

### Noms vernaculaires
Luehdorfia japonica se nomme Japanese Luehdorfia en anglais. Yasushi Nawa l'avait d'abord nommé "papillon de Gifu" d'après son lieu de découverte.

## Description
Luehdorfia japonica est un papillon spectaculaire, de couleur blanche, orné de rayures foncées, qui présente aux postérieures une bordure jaune, une ligne submarginale de gros ocelles bleus, doublée d'une rangée de taches rouges formant une ligne. Chaque aile postérieure possède une queue.

## Biologie
Il vole en une génération dès le début du printemps.

### Plantes hôtes
Ses plantes hôtes sont des Asarum.

## Écologie et distribution
Il est présent en Chine, à Taïwan et au Japon.

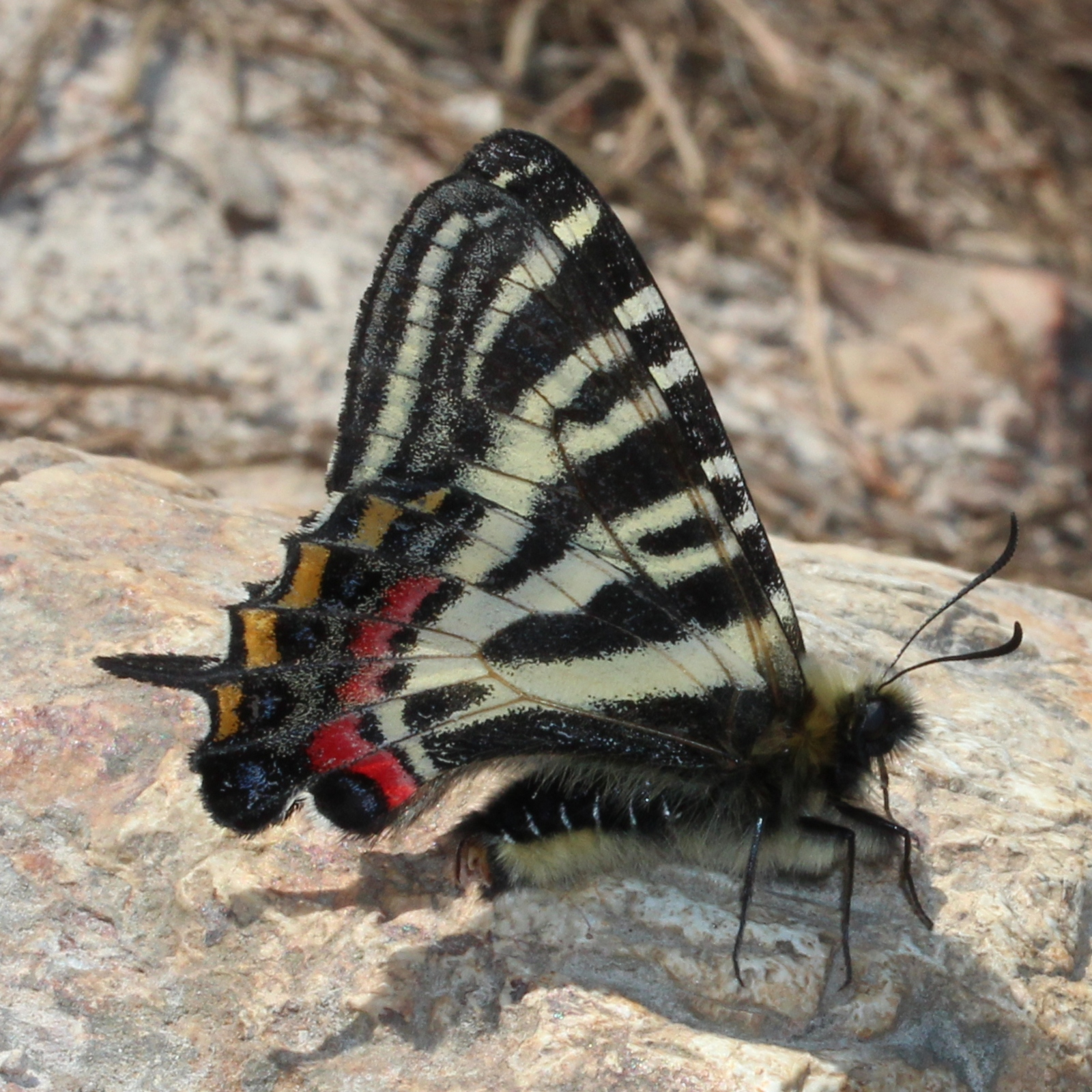
Luehdorfia japonica.